# Meylia
Meylia är ett släkte av rundmaskar. Meylia ingår i familjen Meyliidae.
Släktet innehåller bara arten Meylia alata.